# Berkeley Memorial

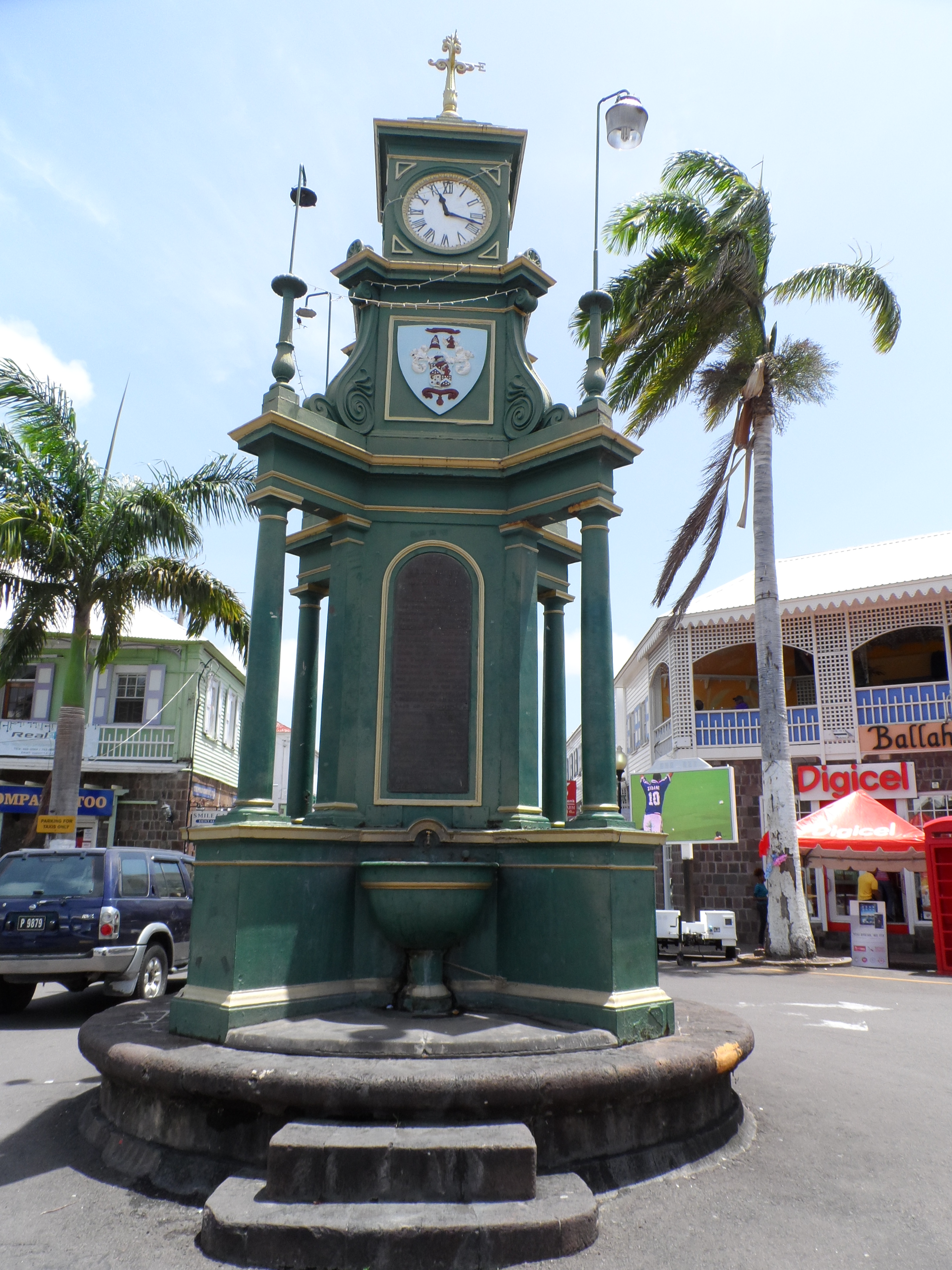
Clock tower at The Circus 3

Das Berkeley Memorial ist ein Denkmal in Basseterre auf der Insel St. Kitts im karibischen Inselstaat St. Kitts und Nevis.

## Architektur
Das Denkmal steht in der Mitte des Circus (der Platz ist eine Nachbildung des Piccadilly Circus in London). Es besteht aus einem vierseitigen schmiedeeisernen Trinkbrunnen mit Uhr. Die Uhr hat entsprechend dem Brunnen vier Zifferblätter, die jeweils zur Straße blicken, die zum Platz hinführt. Das Denkmal wurde zu Ehren von Thomas Berkeley Hardtman Berkeley, einem früheren Präsidenten des General Legislative Council, in den 1880ern erbaut.
Das Denkmal steht auf einem runden Sockel und hat selbst eine modifizierte achteckige (kreuzartige) Form. Dadurch gibt es vier Abteile, in denen jeweils ein Becken angebracht ist. Im Laufe der Jahre hatte das Denkmal verschiedene Anstriche in rot, braun und grün. Die Mittelsäule erstreckt sich über fünf Ebenen, die durch Akroteria und Gesimse gegliedert sind. Die oberen Ebenen sind noch zusätzlich durch vier Säulen gestützt, die mit Lampions enden.
Bögen schaffen den Raum für die Gedenkinschrift und hatten ursprünglich Lünetten mit einem Barometer und Thermometer. Auf der Spitze ist eine Wetterfahne angebracht. Ein Wappenschild ist auf der Nordseite angebracht und an der Basis ist das Zeichen der Sun Foundry zu sehen. Auf der Südseite ist ein Bassin mit Wasserhahn und die Inschrift:

„Dieser Trinkbrunnen wurde errichtet von den Landsmännern und Freunden des verstorbenen Thomas Berkeley Hardtman Berkeley, Companion des vornehmsten Ordens von St Michael und St. Georg und Präsident des Legislative Council of the Leeward Islands, in Anerkennung seiner vielen wertvollen Dienste, die er seiner Heimat als Plantagenbesitzer, Politiker und Bürger leistete. Seine gediegenen Eigenschaften, seine Liebe für die Insel und sein tiefes Interesse an der Wohlfahrt des Landes im Ganzen machen ihn würdig, ein Denkmal zu erhalten, durch das sein Andenken erhalten und weitergetragen wird. Geboren am 14. Januar 1824, Gestorben am 6. Dezember 1881.“

## Geschichte
Der Trinkbrunnen wurde als „Drinking fountain number 1“ von der Sun Foundry in Glasgow, Schottland, hergestellt. Das zweite hergestellte Exemplar ist nicht erhalten. Das 100-jährige Jubiläum des Berkeley Memorial wurde 1983 gefeiert, im selben Jahr, in dem St. Kitts die Unabhängigkeit erlangte.
Lange Zeit war es nicht möglich, die Uhr richtig zu warten. 2018 konnte die Urban Development Unit (Ministry of Public Infrastructure and Urban Development) durch die Hilfe des Amerikaners J.B. Layman, eines Ingenieurs, und seiner Frau Tannis Layman die Uhr renovieren.

## Philatelie
1992 wurde eine Briefmarke veröffentlicht, die das Denkmal zeigt. Sie gehört zu einer Reihe von vier Briefmarken, die Sehenswürdigkeiten von St. Kitts und Nevis abbilden.